# 坎亚
坎亚（法語：Cunlhat，法語發音：[kœ̃ja]）是法国多姆山省的一个市镇，位于该省东部偏南，属于昂贝尔区。

## 地名
该地名“Cunlhat”发音为[kœ̃ja]而非[kœ̃la]，《世界地名翻译大辞典》与《世界地名译名词典》将其误译作“坎拉”。

## 地理
坎亚（45°37'55"N, 3°33'33"E）面积29.55 平方千米，位于法国奥弗涅-罗讷-阿尔卑斯大区多姆山省，该省份为法国中南部省份，北起阿列省接壤，东临卢瓦尔省，南至上盧瓦爾省和康塔爾省，西接科雷兹省和克勒兹省。
与坎亚接壤的市镇（或旧市镇、城区）包括：欧泽勒、塞尤、拉沙佩勒阿尼翁、多迈兹、圣阿芒罗什萨维讷、图尔叙梅蒙。
坎亚的时区为UTC+01:00、UTC+02:00（夏令时）。

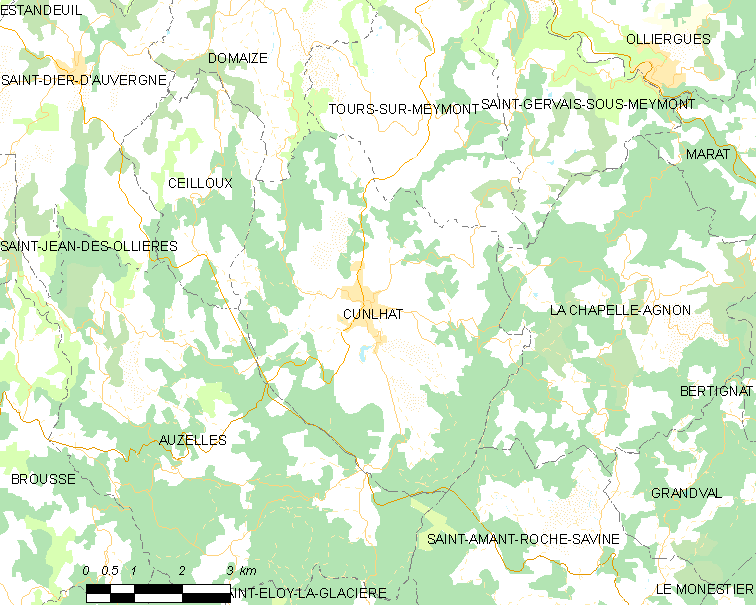
坎亚的OSM定位图

## 行政
坎亚的邮政编码为63590，INSEE市镇编码为63132。

## 政治
坎亚所属的省级选区为利夫拉杜瓦山县。

## 人口

1962-2008年间坎亚人口变化图示

坎亚于2022年1月1日时的人口数量为1301人。